# Quintette de cuivres Ars Nova
Le Quintette de cuivres Ars Nova est un quintette instrumental français fondé en 1964 et dissous vers 1990.

## Historique
Le Quintette de cuivres Ars Nova est un quintette fondé en 1964, issu de l'Ensemble Ars Nova. Son effectif instrumental est celui traditionnel du quintette de cuivres, soit deux trompettes, un cor, un trombone et un tuba. 
L'activité du quintette est dirigée vers l'animation musicale et la diffusion des œuvres classiques du XVIIe siècle à la musique contemporaine. 
L'ensemble est dissous vers 1990. 

## Membres
Les membres du quintette étaient :
- trompettes : Pierre Thibaud puis Jacques Lecointre et Bernard Jeannoutot ;
- cor : Georges Barboteu ;
- trombone : Camille Verdier ;
- tuba : Élie Reynaud.

## Créations
Le Quintette de cuivres Ars Nova est notamment le créateur d'œuvres de Claude Ballif, Georges Barboteu, René Koering, Raymond Loucheur et Alain Weber. 